# Petrodesign
Petrodesign este o companie de proiectare și consultanță tehnică în industria petrolieră din România.
A fost creată în anul 1992, prin separarea sectorului de petrochimie al IPROCHIM, iar în mai 1998 a fost privatizată.
Primul deținător al pachetului majoritar de acțiuni al Petrodesign a fost compania germană NUKEM, c.o. TESSAG.
În anul 2001 pachetul majoritar de acțiuni a fost achiziționat de către Dextron Ltd din Anglia care face parte din Dextron Group.
Cifra de afaceri în 2006: 1,7 milioane euro